# Войсковицы
Во́йсковицы (фин. Ilkkinä, Seppälä) — посёлок в Гатчинском муниципальном округе. Бывший административный центр Войсковицкого сельского поселения.

## История
Упоминается как пустошь Illkina Ödhe в Дягилинском погосте в шведских «Писцовых книгах Ижорской земли» 1618—1623 годов.
На карте Ингерманландии А. И. Бергенгейма, составленной по материалам 1676 года, на месте нынешнего посёлка Войсковицы обозначена деревня «Ilkina», а к северо-западу от неё — деревня «Woiskowits» на месте исторической деревни Войсковицы.
Деревня Илькина из 24 дворов обозначена на «Топографической карте окрестностей Санкт-Петербурга» Ф. Ф. Шуберта 1831 года.
На месте будущей деревни Сяпиля (Сяпелево) нанесена одна из двух деревень Корбыля из 5 дворов.

ИЛЬКИНО — деревня Войсковицкой мызы, принадлежит Кандалинцевой, надворной советнице, число жителей по ревизии: 48 м. п., 65 ж. п.

СЯПЕЛЕ — деревня Войсковицкой мызы, принадлежит Кандалинцевой, надворной советнице, число жителей по ревизии: 43 м. п., 59 ж. п. (1838 год)

Согласно картам Ф. Ф. Шуберта 1844 года и С. С. Куторги 1852 года на месте будущих Войсковиц располагалась деревня Илькина и одна из деревень Корбыля (северная).
На этнографической карте Санкт-Петербургской губернии П. И. Кёппена 1849 года обозначена деревня «Ilkina», расположенная в ареале расселения савакотов. В пояснительном тексте к этнографической карте записаны две деревни: 
- Ilkinä (Илькино), количество жителей на 1848 год: савакотов — 41 м. п., 59 ж. п., всего 100 человек
- Seppälä (Сепеля), количество жителей на 1848 год: савакотов — 7 м. п., 12 ж. п., всего 19 человек[12]

ИЛЬКИНА — деревня действительного статского советника Кандалинцева, по почтовому тракту, число дворов — 16, число душ — 28 м. п..

СЯППИЛЯ — деревня действительного статского советника Кандалинцева, по просёлочной дороге, число дворов — 19, число душ — 23 м. п.. (1856 год)

Согласно «Топографической карте частей Санкт-Петербургской и Выборгской губерний» в 1860 году деревня Илькина насчитывала 18 крестьянских дворов, в ней располагались казармы и полустанок Горвицы, в деревне Сяпеля было 6 дворов и хлебозапасный магазин.

ИЛЬКИНО — деревня владельческая при колодце, число дворов — 20, число жителей: 22 м. п., 34 ж. п.

СЕПЕЛЕВО (КОРБЫЛЯ) — деревня владельческая при колодце, число дворов — 6, число жителей: 9 м. п., 10 ж. п. (1862 год)

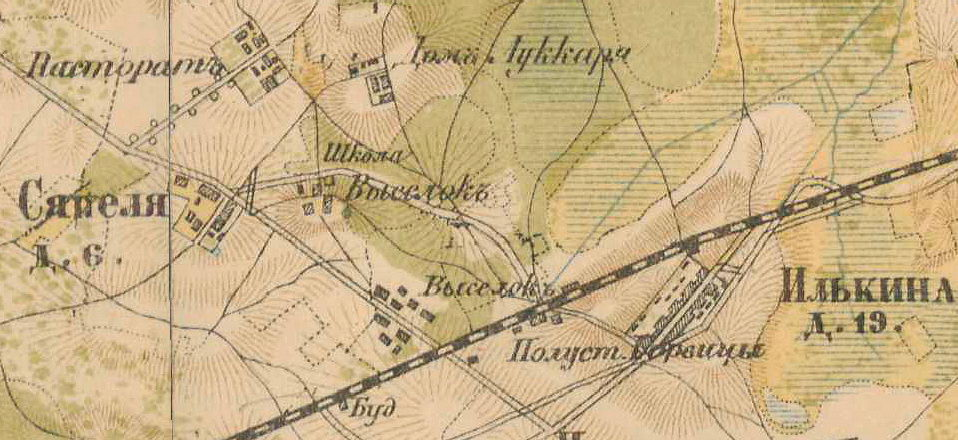
Деревни и выселки на месте современного посёлка Войсковицы. 1885 год.

В 1885 году, согласно «Карте окрестностей Петербурга», деревня Илькина насчитывала 19 дворов, деревня Сяпеля — 6. Сборник же Центрального статистического комитета описывал деревню Илькина так:

ИЛЬКИНА — деревня бывшая владельческая, дворов — 20, жителей — 70; школа. (1885 год)

В конце XIX — начале XX века деревни административно относилась к Гатчинской волости 3-го стана Царскосельского уезда Санкт-Петербургской губернии. Население Илькино было финско-ижорским, Сеппелево — финским.
К 1913 году количество дворов в деревне Илькино уменьшилось до 18, а в Сяпелево увеличилось до 7.
С 1917 по 1923 год посёлок при станции Войсковицы, а также деревни Илькино и Сеппелево входили в состав Войсковицкого сельсовета Гатчинской волости Детскосельского уезда.
С 1923 года в составе Гатчинского уезда.
С 1924 года в составе Черновского сельсовета.
Согласно данным переписи населения СССР 1926 года в деревне Илькино Черновского сельсовета Троцкой волости Троцкого уезда проживали 173 человека, в деревне Сеппелево — 193 человека, в посёлке при станции Войсковицы — 36 человек, большинство финны, а также русские и эстонцы.
С 1928 года все в составе Войсковицкого финского национального сельсовета. В 1928 году население посёлка при станции Войсковицы также составляло 36 человек, деревни Илькино — 173 человека, деревни Сеппелево — 193 человека.

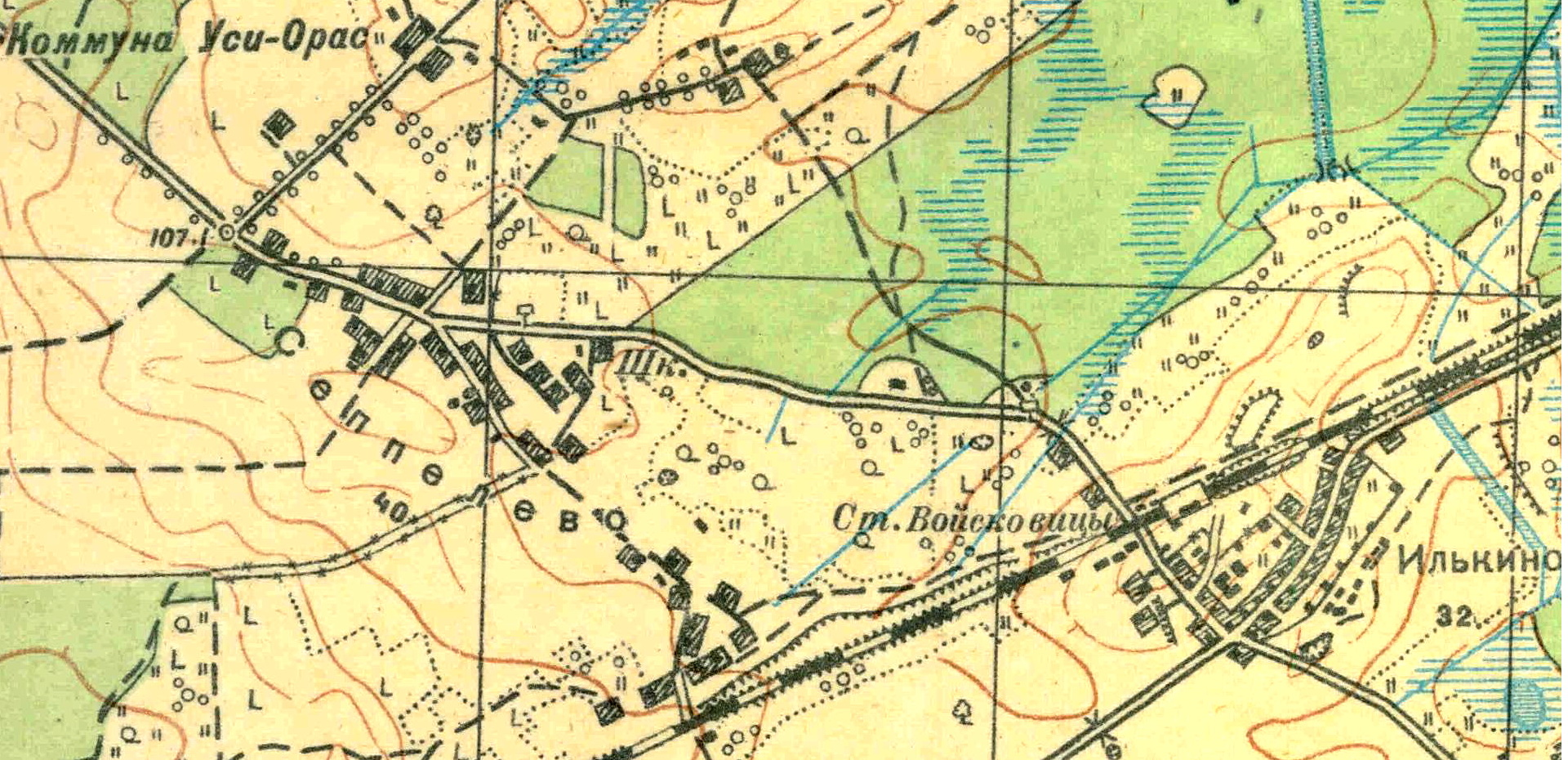
Земли современного посёлка Войсковицы. 1931 год

Согласно топографической карте 1931 года деревня Илькино насчитывала 32 двора, Сеппелево — 40, в бывшем пасторате находилась коммуна «Уси-Орас».
По административным данным 1933 года деревни Илькино и Сеппелево входили в состав Войсковицкого финского национального сельсовета Красногвардейского района с центром в деревне Ванко-староста.
Деревня Сеппелево была освобождена от немецко-фашистских оккупантов 25 января 1944 года, а деревня Илькино — 26 января 1944 года.
После окончания Великой Отечественной войны на площади Манина в центре нового посёлка Войсковицы на воинском братском захоронении был установлен мемориал советским воинам-ополченцам, погибшим в августе 1941 года.
В 1958 году население посёлка Войсковицы составляло 412 человек, деревни Илькино — 97 человек, деревни Сеппелево — 172 человека.
С 1959 года все в составе Никольского сельсовета.
По данным 1966 года посёлок Войсковицы, посёлок при станции Войсковицы, деревни Илькино и Сеппелево входили в состав Никольского сельсовета.
В 1968 году начала работу птицефабрика «Войсковицы».
Решением Леноблисполкома от 31 декабря 1970 года № 604 посёлок Войсковицы, дорожно-ремонтный пункт, деревни Войсковицы, Илькино, Сеппелево и посёлок при станции Войсковицы, были объединены в один населённый пункт — посёлок Войсковицы.
По данным 1973 года посёлок Войсковицы входил в состав Большеколпанского сельсовета.
По данным 1990 года в посёлке Войсковицы проживали 2772 человека. Посёлок являлся административным центром Войсковицкого сельсовета в который входили 5 населённых пунктов: деревни Карстолово, Рябизи, Тяглино; посёлки Новый Учхоз, Войсковицы,  общей численностью населения 4173 человека.
В 1997 году в посёлке проживали 3930 человек, в 2002 году — 3916 человек (русские — 88%), в 2007 году — 3897, в 2010 году — 4187.
В 2011 году в посёлке насчитывалось 1419 хозяйств.

## География
Посёлок находится в северо-западной части района на пересечении автодорог А120 (Санкт-Петербургское южное полукольцо) и 41А-002 (Гатчина — Ополье).
В посёлке расположена железнодорожная станция Войсковицы линии Мга — Ивангород.
Расстояние до административного центра района, города Гатчины — 11 км.

## Демография
| 1862 | 2002  | 2007  | 2010  | 2017  | 2021  |
| ---- | ----- | ----- | ----- | ----- | ----- |
| 56   | ↗3916 | ↘3897 | ↗4187 | ↘3860 | ↗4514 |

### Национальный состав
Согласно данным Всероссийской переписи населения 2021 года в посёлке проживали 4514 человек, из них:
 русские — 4005, украинцы — 17, белорусы — 15, финны и ингерманландцы — 15, узбеки — 6, башкиры — 4, татары — 4, цыгане — 4, мордва — 3, азербайджанцы — 2, казахи — 2, киргизы — 2, корейцы — 2, немцы — 2, абхазы — 1, армяне — 1, евреи — 1, коми — 1, литовцы — 1, марийцы — 1, таджики — 1, чуваши — 1, эстонцы — 1, другие национальности — 22 человека, остальные национальность не указали.

## Предприятия и организации
- Племенная птицефабрика «Войсковицы»
- Завод железобетонных изделий № 1
- Отделение полиции
- Отделение почтовой связи
- Дом культуры
- Отделение Сбербанка России
- Амбулатория
- Станция технического обслуживания
- Многофункциональный центр
- Парикмахерская
- Отделение Почты России
- Администрация поселения

## Образование
В посёлке есть две школы и отделение дошкольного образования:
- Детский сад № 41 комбинированного вида[40]
- Войсковицкая СОШ № 1
- Войсковицкая СОШ № 2[41]

## Транспорт
От Гатчины до Войсковиц можно доехать на автобусах № 521, 522, 523, 523А, 524, 526, 530, 536, 540.
Утром электричка от железнодорожной станции Войсковицы до Санкт-Петербурга (Балтийский вокзал). Обратно эта же электричка вечером.

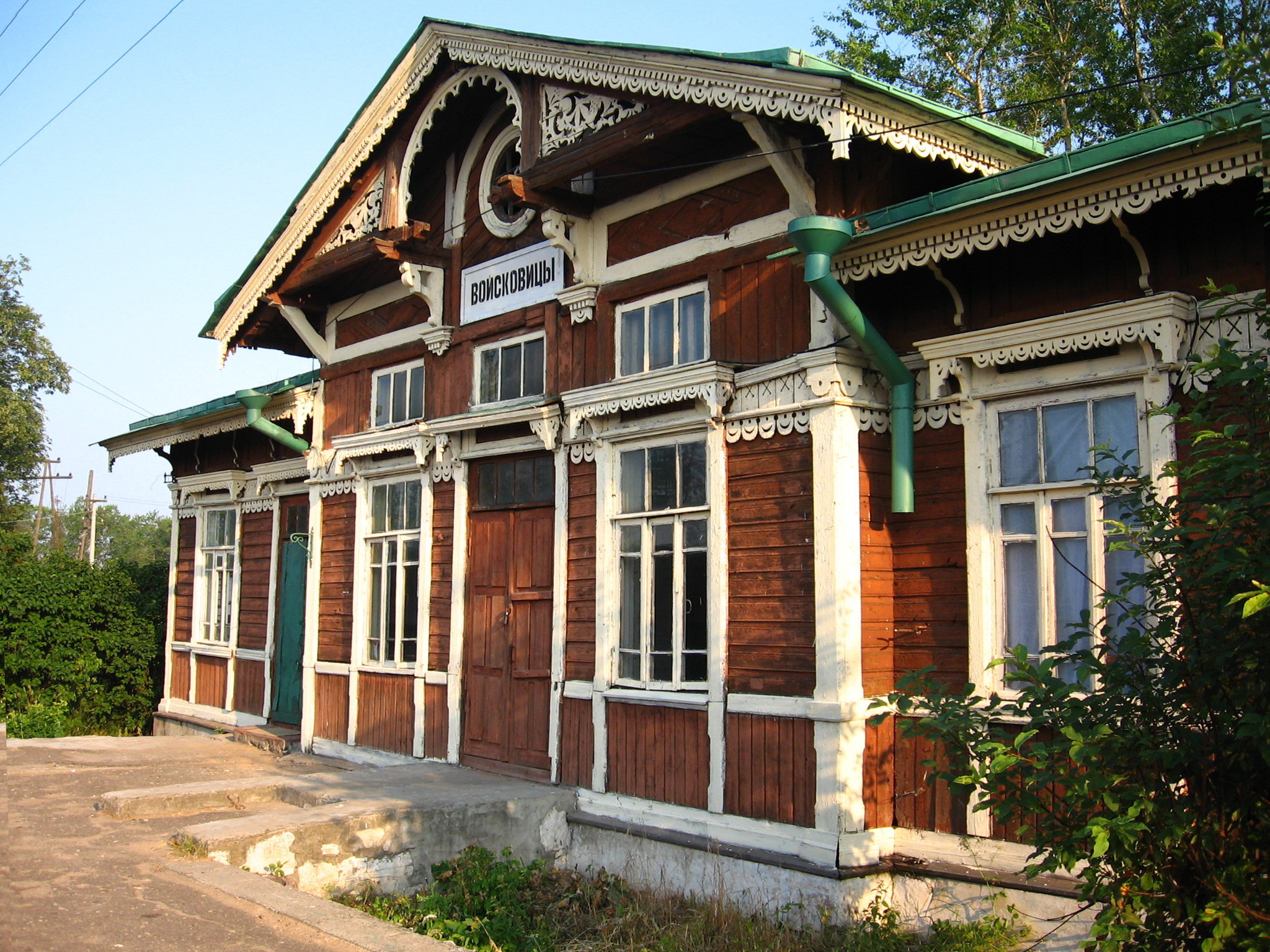
Железнодорожная станция Войсковицы

## Культура
- Дом культуры
- Музей боевой славы и истории края МБОУ «Войсковицкая СОШ № 1»
- Музей МБОУ «Войсковицкая СОШ № 2»

## Достопримечательности
- Мемориал советским ополченцам на воинском захоронении, расположен в центре Войсковиц на площади Манина.

## Улицы
1-й проезд, 2-й проезд, Авиационная, Вокзальная, Грунёва, Железнодорожный переулок, Клубный переулок, Луговая, площадь Манина, улица Манина, Молодёжная, Новосёлов, Озёрная, Полевая, Ростова, Советская, Солнечная, Строителей, Хлебалина, Школьная.